# الشراقوة
الشراقوة  قرية تابعة لمركز ديروط التابع لمحافظة أسيوط في جمهورية مصر العربية.